# Premyer Liqası 1998/99
Die Premyer Liqası 1998/99 war die achte Auflage der höchsten Fußball-Spielklasse von Aserbaidschan. Die Spielzeit begann am 15. August 1998 und endete im Mai 1999. PFK Kəpəz verteidigte erfolgreich den Meistertitel.
In der Saison traten 14 Vereine gegeneinander an. Jedes Team spielte jeweils einmal zu Hause und auswärts gegen jedes andere Team in der 1. Runde. Danach wurde die Liga in drei Gruppen unterteilt.
FK Şahdağ Qusar zog sich nach dem Ende der 1. Runde zurück und stand als erster Absteiger fest. Nach der Saison musste Bakılı Baku PFK wegen finanzieller Probleme absteigen. Damit gab es mit Neftqaz Baku nur einen sportlichen Absteiger.

## Vereine
| Verein              | Stadt    |
| ------------------- | -------- |
| Neftçi Baku PFK     | Baku     |
| FK Dinamo Baku      | Baku     |
| Bakılı Baku PFK     | Baku     |
| MOİK Baku PFK       | Baku     |
| FK Shafa Baku       | Baku     |
| Baku Fəhləsi FK     | Baku     |
| FK Neftqaz Baku     | Baku     |
| FK Kimyaçı Sumqayıt | Sumqayıt |
| FK Viləs Masallı    | Masallı  |
| PFK Turan Tovuz     | Tovuz    |
| PFK Kəpəz           | Gəncə    |
| FK Qarabağ Ağdam    | Ağdam    |
| FK Şəmkir           | Şəmkir   |
| FK Şahdağ-Samur     | Qusar    |

## 1. Runde

### Tabelle
| Pl. | Verein               | Sp. | S  | U | N  | Tore    | Diff. | Punkte |
| --- | -------------------- | --- | -- | - | -- | ------- | ----- | ------ |
| 1.  | PFK Kəpəz (M)        | 26  | 18 | 4 | 4  | 077:170 | +60   | 58     |
| 2.  | FK Qarabağ Ağdam (P) | 26  | 17 | 3 | 6  | 048:240 | +24   | 54     |
| 3.  | FK Dinamo Baku       | 26  | 16 | 4 | 6  | 045:190 | +26   | 52     |
| 4.  | Neftçi Baku PFK      | 26  | 15 | 7 | 4  | 057:180 | +39   | 52     |
| 5.  | FK Şəmkir            | 26  | 16 | 2 | 8  | 046:250 | +21   | 50     |
| 6.  | Baku Fəhləsi FK      | 26  | 15 | 5 | 6  | 050:260 | +24   | 50     |
| 7.  | PFK Turan Tovuz      | 26  | 14 | 7 | 5  | 045:210 | +24   | 49     |
| 8.  | FK Viləs Masallı     | 26  | 14 | 4 | 8  | 039:250 | +14   | 46     |
| 9.  | Bakılı Baku PFK      | 26  | 7  | 7 | 12 | 021:330 | −12   | 28     |
| 10. | MOİK Baku PFK        | 26  | 6  | 8 | 12 | 024:330 | −9    | 26     |
| 11. | FK Kimyaçı Sumqayıt  | 26  | 5  | 1 | 20 | 020:730 | −53   | 16     |
| 12. | FK Shafa Baku (N)    | 26  | 3  | 5 | 18 | 025:550 | −30   | 14     |
| 13. | FK Şahdağ-Samur (N)  | 26  | 2  | 4 | 20 | 019:940 | −75   | 10     |
| 14. | FK Neftqaz Baku (N)  | 26  | 2  | 3 | 21 | 015:680 | −53   | 09     |

Platzierungskriterien: 1. Punkte – 2. Siege – 3. Tordifferenz – 4. geschossene Tore

| (M) | amtierender aserbaidschanischer Meister     |
| (P) | amtierender aserbaidschanischer Pokalsieger |
| (N) | Neuaufsteiger aus der Birinci Divizionu     |

### Kreuztabelle
| 1. Runde            |     | FK Qarabağ Ağdam | FK Dinamo Baku | Neftçi Baku PFK | FK Şəmkir | Baku Fəhləsi FK | PFK Turan Tovuz | FK Viləs Masallı | Bakılı Baku PFK | MOİK Baku PFK | FK Kimyaçı Sumqayıt | FK Shafa Baku | FK Şahdağ-Samur | FK Neftqaz Baku |
| ------------------- | --- | ---------------- | -------------- | --------------- | --------- | --------------- | --------------- | ---------------- | --------------- | ------------- | ------------------- | ------------- | --------------- | --------------- |
| PFK Kəpəz           |     | 3:0              | 2:0            | 2:0             | 1:0       | 4:1             | 1:1             | 2:0              | 3:0 1           | 3:0           | 5:0                 | 6:0           | 11:1            | 7:0             |
| FK Qarabağ Ağdam    | 2:1 |                  | 2:1            | 1:0             | 1:0       | 2:2             | 3:1             | 3:1              | 2:0             | 3:1           | 5:0                 | 2:0           | 3:0 1           | 4:0             |
| FK Dinamo Baku      | 1:1 | 2:0              |                | 1:0             | 4:1       | 1:0             | 0:0             | 3:0              | 2:1             | 1:1           | 3:0 1               | 2:0           | 5:0             | 5:1             |
| Neftçi Baku PFK     | 1:3 | 0:0              | 1:0            |                 | 2:0       | 2:2             | 1:1             | 2:1              | 0:0             | 3:0 1         | 6:0                 | 5:0           | 11:0            | 1:0             |
| FK Şəmkir           | 2:0 | 3:2              | 2:0            | 1:1             |           | 3:1             | 2:2             | 1:0              | 3:0 1           | 2:0           | 3:0 1               | 1:0           | 3:0 1           | 3:0             |
| Baku Fəhləsi FK     | 0:2 | 4:2              | 3:0 1          | 0:0             | 1:0       |                 | 5:1             | 1:1              | 1:0             | 2:1           | 2:0                 | 1:0           | 3:0 1           | 7:1             |
| PFK Turan Tovuz     | 1:1 | 3:0 1            | 2:0            | 0:1             | 3:0 1     | 0:2             |                 | 1:0              | 2:0             | 1:0           | 6:0                 | 1:1           | 8:0             | 1:0             |
| FK Viləs Masallı    | 3:0 | 1:0              | 2:3            | 2:2             | 3:0       | 1:0             | 1:0             |                  | 2:0             | 2:1           | 1:0                 | 3:0           | 3:0             | 1:0             |
| Bakılı Baku PFK     | 1:0 | 0:0              | 0:2            | 1:3             | 0:2       | 1:1             | 0:0             | 1:0              |                 | 0:2           | 1:0                 | 2:1           | 3:0 1           | 1:1             |
| MOİK Baku PFK       | 0:0 | 0:2              | 0:0            | 1:3             | 1:4       | 2:0             | 0:2             | 0:0              | 0:0             |               | 2:0                 | 0:0           | 4:0             | 1:2             |
| FK Kimyaçı Sumqayıt | 0:4 | 0:3              | 0:3            | 0:4             | 3:2       | 0:3 1           | 1:2             | 0:3              | 3:2             | 0:0           |                     | 1:3           | 8:3             | 3:1             |
| FK Shafa Baku       | 2:6 | 1:4              | 0:3            | 1:2             | 0:2       | 1:2             | 0:2             | 2:2              | 1:2             | 2:2           | 0:1                 |               | 1:2             | 4:0             |
| FK Şahdağ-Samur     | 0:6 | 0:1              | 0:1            | 1:4             | 0:4       | 1:2             | 1:2             | 1:3              | 2:2             | 0:3 1         | 4:0                 | 1:1           |                 | 1:1             |
| FK Neftqaz Baku     | 1:3 | 0:1              | 0:2            | 0:2             | 0:2       | 0:4             | 1:2             | 2:3              | 0:3             | 1:2           | 2:0                 | 0:4           | 1:1             |                 |

## Meisterrunde

### Tabelle
| Pl. | Verein               | Sp. | S | U | N | Tore    | Diff. | Punkte |
| --- | -------------------- | --- | - | - | - | ------- | ----- | ------ |
| 1.  | PFK Kəpəz (M)        | 10  | 8 | 1 | 1 | 017:700 | +10   | 25     |
| 2.  | FK Şəmkir            | 10  | 5 | 1 | 4 | 010:100 | ±0    | 16     |
| 3.  | Neftçi Baku PFK      | 10  | 4 | 3 | 3 | 011:700 | +4    | 15     |
| 4.  | FK Qarabağ Ağdam (P) | 10  | 3 | 3 | 4 | 005:800 | −3    | 12     |
| 5.  | Baku Fəhləsi FK      | 10  | 2 | 3 | 5 | 005:800 | −3    | 09     |
| 6.  | FK Dinamo Baku       | 10  | 2 | 1 | 7 | 006:140 | −8    | 07     |

| (M) | amtierender aserbaidschanischer Meister     |
| (P) | amtierender aserbaidschanischer Pokalsieger |

### Kreuztabelle
| Meisterrunde     |     | FK Şəmkir | Neftçi Baku PFK | FK Qarabağ Ağdam | Baku Fəhləsi FK | FK Dinamo Baku |
| ---------------- | --- | --------- | --------------- | ---------------- | --------------- | -------------- |
| PFK Kəpəz        |     | 3:1       | 1:0             | 3:0              | 1:0             | 3:1            |
| FK Şəmkir        | 1:1 |           | 3:2             | 1:0              | 1:0             | 2:1            |
| Neftçi Baku PFK  | 3:0 | 1:0       |                 | 0:0              | 1:1             | 1:0            |
| FK Qarabağ Ağdam | 0:2 | 1:0       | 1:0             |                  | 0:0             | 3:0            |
| Baku Fəhləsi FK  | 1:2 | 1:0       | 0:0             | 2:0              |                 | 0:2            |
| FK Dinamo Baku   | 0:1 | 0:1       | 1:3             | 0:0              | 1:0             |                |

## Plätze 7 bis 10

### Tabelle
| Pl. | Verein           | Sp. | S | U | N | Tore    | Diff. | Punkte |
| --- | ---------------- | --- | - | - | - | ------- | ----- | ------ |
| 7.  | PFK Turan Tovuz  | 6   | 4 | 2 | 0 | 017:600 | +11   | 14     |
| 8.  | FK Viləs Masallı | 6   | 2 | 3 | 1 | 016:120 | +4    | 09     |
| 9.  | MOİK Baku PFK    | 6   | 2 | 3 | 1 | 008:700 | +1    | 09     |
| 10. | Bakılı Baku PFK  | 6   | 0 | 0 | 6 | 000:160 | −16   | 0      |

### Kreuztabelle
| Plätze 7 bis 11  | PFK Turan Tovuz | FK Viləs Masallı | MOİK Baku PFK | Bakılı Baku PFK |
| ---------------- | --------------- | ---------------- | ------------- | --------------- |
| PFK Turan Tovuz  |                 | 2:0              | 0:0           | 3:0 2           |
| FK Viləs Masallı | 6:6             |                  | 2:2           | 3:0 2           |
| MOİK Baku PFK    | 0:3 2           | 2:2              |               | 3:0 2           |
| Bakılı Baku PFK  | 0:3 2           | 0:3 2            | 0:1           |                 |

## Abstiegsrunde

### Tabelle
| Pl. | Verein              | Sp. | S | U | N | Tore    | Diff. | Punkte |
| --- | ------------------- | --- | - | - | - | ------- | ----- | ------ |
| 11. | FK Shafa Baku (N)   | 6   | 5 | 1 | 0 | 018:300 | +15   | 16     |
| 12. | FK Kimyaçı Sumqayıt | 6   | 3 | 2 | 1 | 015:900 | +6    | 11     |
| 13. | FK Neftqaz Baku (N) | 6   | 2 | 1 | 3 | 009:120 | −3    | 07     |
| 14. | FK Şahdağ-Samur (N) | 6   | 0 | 0 | 6 | 000:180 | −18   | 0      |

| (N) | Neuaufsteiger aus der Birinci Divizionu |

### Kreuztabelle
| Abstiegsrunde       | FK Shafa Baku | FK Sumqayıt | FK Neftqaz Baku | FK Şahdağ-Samur |
| ------------------- | ------------- | ----------- | --------------- | --------------- |
| FK Shafa Baku       |               | 2:2         | 2:0             | 3:0 3           |
| FK Kimyaçı Sumqayıt | 0:5           |             | 5:0             | 3:0 3           |
| FK Neftqaz Baku     | 1:3           | 2:2         |                 | 3:0 3           |
| FK Şahdağ-Samur     | 0:3 3         | 0:3 3       | 0:3 3           |                 |

## Torschützenliste
| Pl. | Nat.          | Spieler          | Verein           | Tore |
| --- | ------------- | ---------------- | ---------------- | ---- |
| 1.  | Aserbaidschan | Alay Bəhramov    | FK Viləs Masallı | 24   |
| 2.  | Aserbaidschan | Vadim Vasilyev   | Baku Fəhləsi FK  | 19   |
| 3.  | Aserbaidschan | Vidadi Rzayev    | PFK Kəpəz        | 18   |
| 4.  | Aserbaidschan | Hasan Abdullayev | PFK Kəpəz        | 16   |
| 4.  | Aserbaidschan | Yalçin Bağirov   | FK Qarabağ Ağdam | 16   |
| 6.  | Ukraine       | Leonid Kalfa     | Neftçi Baku PFK  | 15   |
| 6.  | Aserbaidschan | Fərrux İsmayılov | FK Dinamo Baku   | 15   |
| 6.  | Aserbaidschan | Müşfiq Hüseynov  | FK Qarabağ Ağdam | 15   |